# Хуанань
Хуана́нь (кит. упр. 桦南, пиньинь Huànán) — уезд городского округа Цзямусы провинции Хэйлунцзян (КНР). Название означает «юг Хуа» и связано с тем, что раньше эта территория была южной частью уезда Хуачуань.

## История
Уезд Хуанань провинции Хэцзян был образован 10 июня 1946 года из южной части уезда Хуачуань. В 1947 году из уезда Илань было выделено ещё три уезда, одним из которых стал уезд Идун (依东县). В 1948 году уезд Идун был ликвидирован, а его территория разделена между уездами Илань и Хуанань. В мае 1949 года провинция Хэцзян была присоединена к провинции Сунцзян, а в 1954 году провинция Сунцзян была присоединена к провинции Хэйлунцзян.
В 1956 году уезд Хуанань был присоединён к уезду Хуачуань, но в 1964 году воссоздан.
В 1985 году уезд Хуанань вошёл в состав новообразованного городского округа Цзямусы.

## Административное деление
Уезд Хуанань делится на 6 посёлков и 4 волости.
| №  | Название   | Название (кит.) | Статус  | Население чел. (2010) | На карте                         |
| -- | ---------- | --------------- | ------- | --------------------- | -------------------------------- |
| 1  | Хуаньань   | 桦南镇          | поселок | 144141                | 46°14′28″ с. ш. 130°34′05″ в. д. |
| 2  | Тулуншань  | 土龙山镇        | поселок | 67782                 | 46°20′55″ с. ш. 130°12′59″ в. д. |
| 3  | Мэнцзяган  | 孟家岗镇        | поселок | 35111                 | 46°25′21″ с. ш. 130°39′40″ в. д. |
| 4  | Лишу       | 梨树乡          | волость | 33095                 | 46°13′22″ с. ш. 130°23′57″ в. д. |
| 5  | Яньцзя     | 闫家镇          | поселок | 28264                 | 46°06′02″ с. ш. 130°30′57″ в. д. |
| 6  | Дабалан    | 大八浪乡        | волость | 26551                 | 46°00′44″ с. ш. 130°37′52″ в. д. |
| 7  | Минъи      | 明义乡          | волость | 26037                 | 46°26′44″ с. ш. 130°26′01″ в. д. |
| 8  | Шитоухэцзы | 石头河子镇      | поселок | 22824                 | 46°07′04″ с. ш. 130°53′21″ в. д. |
| 9  | Тояоцзы    | 驼腰子镇        | поселок | 20518                 | 46°14′16″ с. ш. 130°46′36″ в. д. |
| 10 | Цзиньша    | 金沙乡          | волость | 18062                 | 46°25′40″ с. ш. 130°18′44″ в. д. |

## Соседние административные единицы
Уезд Хуанань на севере граничит с районами Цзяо и Сянъян, а также уездом Хуачуань, на северо-востоке — с городским округом Шуанъяшань, на юго-востоке — с городским округом Цитайхэ, на юго-западе — с городом субпровинциального значения Харбин.